# 長棟
長棟（ながと）は、富山県富山市の町名である。飛越国境や有峰に近い位置にある。かつては長棟鉱山として鉛や銀、亜鉛などを産出した。1930年に離村したが現在でも大字が残る。

## 概要
長棟は神通川水系長棟川の標高1000mの小盆地に形成された集落で、長棟は元々長戸と称していたが、加賀藩三代藩主前田利常が「其の財産は、衆山に属する」と言った為、長棟と改名した。 
1626(寛永3年)に大山左平次によって鉛山が発見されて以来発展し、1648年頃には家数300・山小屋800と言われた。しかし江戸時代後期からは鉱山の産出は減少していった。1887年(明治20年)には三井鉱山によって神岡鉱山の一部として買収され開発されたが再興せず、1930年に10戸の村民が岐阜県神岡の大津山集落に移住して廃村となった。
現在の長棟集落跡では複数の地蔵が見られる他、手入れされた神社が残っており今でも長棟村民の子孫が集まっているという。

## 地理
神通川水系長棟川の上流部が区域となっている。長棟区域内の最高地点は西笠山の1697.0m。
長棟鉱山は隣接する神岡鉱山と同様に、飛騨片麻岩中に含まれる結晶質石灰岩が火成岩起源の熱水によって変成されたスカルン鉱床と考えられる。
長棟川源流部には風隙地形(川水の流れていない谷)が見られ、この地形は跡津川断層に影響を受けていると考えられている
- 河川 : 長棟川、広川、横谷、金山谷
- 峠：茂住峠、長棟峠
- 山 : 池ノ山、高幡山、横岳(飛越横岳)、西笠山

## 気候
旧長棟村部は降水量1800mm以下と富山県内では比較的乾燥している。また標高1000m超の寒冷地故に豪雪地域でもある。

## 歴史
- 1626年（寛永3年）- 大山左平次によって鉛山が発見される。

- 1887年（明治20年）- 三井鉱山が長棟鉱山の鉱区を買収し神岡鉱山の一部として開発が進められる。この年代は主に亜鉛が採掘された。

- 1925年（大正14年）- 福沢小学校長棟分教場が設立される。

- 1930年（昭和5年）- 長棟村の10戸の残存者全員が長棟分教場の廃止と共に岐阜県神岡の大津山集落へ移住し無住化
1183年　倶利伽羅峠の戦いで敗れた平家方の落ち武者が住み着いた平家の里でもあった

## 植生
樹木は未伐採の所ではブナ純林が広がっており、稜線部にはナナカマドやウラジロヨウラクなどの落葉低木が広がる。亜高山帯地域ではダケカンバやハイマツが見られる。
長棟国有林の造林地ではスギやカラマツ人工林が広く見られるが、豪雪故に雪崩が多発し不成績造林地と化している。また人工林の崩壊跡には広葉樹のウダイカンバやシラカンバなどが侵入している。このうちウダイカンバは場所によってはスギより生長良好であり、また大径材における心材率の高さが評価され、ウダイカンバ大径材が同サイズのスギ大径材の7倍もの価格で落札されるなど商業的に有用と考えられたことから、林野庁はウダイカンバを活用した施行を目指している。
草本ではイワウチワ、イワカガミ、リュウキンカ、ミズバショウなどの山野草が見られる。西笠山ではニッコウキスゲが自生。
横岳(飛越横岳)山頂稜線では池塘のある高層湿原が見られるが登山道の無い山奥故に調査が為されず植生は不明。

## 観光
史跡
- 長棟集落跡
- 長棟鉱山跡(坑口が残る)

景勝地
- 長棟川源流の風隙
- 横岳の高層湿原

## 交通
長棟国有林のあるこの地域には茂住林道と長棟林道の2つの林道が通っているが、どちらもほとんど未舗装であり車両通行止めになっていることが多い。

### 道路
- 茂住林道
- 長棟林道

## 参考出典
- 『富山県の地名』平凡社